# Nemesis (computerspel)
Nemesis (Japans: グラディウス, ook wel Gradius in Japan) is een door Konami op 29 mei 1985 uitgebracht computerspel. Het spel werd in eerste instantie uitgebracht als arcadespel, maar later geschikt gemaakt voor homecomputers zoals de MSX en de Commodore 64. In Japan zelf heette dit spel Gradius. Het is een side-scrollingactiespel van het type shoot 'em up.
Het is een spel waarin de speler een ruimteschip bestuurt. Men begint met een langzaam en slecht bewapend toestel en in ieder level komen er verschillende tegenstanders. Aan het einde van elk level bevindt zich een groot moederschip dat vernietigd dient te worden. Het spel kan gespeeld worden door één speler, of met twee spelers om de beurt.
Een vervolgspel, Nemesis 2, is in 1987 uitgebracht door Konami.

## Uitgaven
| Jaartal | Platform                                                |
| ------- | ------------------------------------------------------- |
| 1985    | Arcadespel                                              |
| 1986    | MSX, NES, PC-88, Sharp X1                               |
| 1987    | Amstrad CPC, Commodore 64, Sharp X68000, ZX Spectrum    |
| 1990    | Game Boy                                                |
| 1991    | TurboGrafx-16                                           |
| 2006    | Virtual Console Wii (NES)                               |
| 2006    | Virtual Console Wii (PC Engine), iRevo                  |
| 2010    | PlayStation Network                                     |
| 2012    | Virtual Console 3DS (NES)                               |
| 2013    | Virtual Console Wii U (NES, 3DS), Windows Store         |
| 2014    | Virtual Console (PC Engine), Game Now, PC (project Egg) |
| 2015    | PlayStation 4                                           |

- Het spel was bijgesloten bij Konami Antiques: MSX Collection Vol. 1 dat in 1997 voor PlayStation en PlayStation Network uitkwam.
- Het spel kwam beschikbaar voor de Sega Saturn via Konami Antiques: MSX Collection Vol. 1 dat in 1998 uitkwam.

## Ontvangst
| Beoordeeld door                      | Platform      | Datum            | Score |
| ------------------------------------ | ------------- | ---------------- | ----- |
| Computer and Video Games (CVG)       | Commodore 64  | september 1990   | 89%   |
| 1UP!                                 | NES           | 16 mei 2006      | 87%   |
| Happy Computer                       | Commodore 64  | 1987             | 86%   |
| All Game Guide                       | TurboGrafx-16 | 1998             | 80%   |
| Pocket Magazine / Pockett Videogames | Game Boy      | 1 december 1990  | 80%   |
| Power Play                           | Game Boy      | juni 1990        | 80%   |
| Cubed3                               | NES           | 11 november 2012 | 70%   |
| Nintendo Life                        | Wii           | 9 januari 2007   | 70%   |
| GameCola.net                         | NES           | 13 december 2011 | 70%   |
| Eurogamer.de                         | Wii           | 12 maart 2007    | 60%   |

## Varia
- Het spel is opgenomen in het boek 1001 Video Games You Must Play Before You Die van Tony Mott.